# Igreja de Santa Maria de Blaquerna
A Igreja de Santa Maria de Blaquerna (em grego: Θεοτòκος τών Βλαχερνών; romaniz.: Theotókos tón Blachernón; em turco: Meryem Ana Kilisesi) é uma igreja ortodoxa grega situada em Istambul, Turquia, no bairro de Ayvansaray (distrito de Fatih), no interior e a algumas centenas de metros das muralhas. O pequeno edifício atual data de 1867 e herdou o nome da igreja que foi erigida no local no século V e que foi um dos santuários mais importantes para os ortodoxos gregos até à sua destruição em 1434, sendo considerada a igreja mais importante de Constantinopla a seguir à Basílica de Santa Sofia.

## História
Em 450 a imperatriz bizantina Élia Pulquéria mandou construir uma igreja junto a uma fonte de água benta (em grego: hagiasma), situada fora das muralhas de Teodósio II, no sopé da sexta colina de Constantinopla. Depois da morte de Aélia, em 453, o santuário foi completado pelo seu marido, o imperador Marciano.
O imperador Leão I, o Trácio (r. 457–474) erigiu outros dois edifícios perto da igreja: o Hagion Lousma (banho sagrado), que encerrava a fonte santa e um pareclésio chamado Hagia Soros (santo relicário) devido a nele se encontrar o manto sagrado e a túnica da Virgem Maria, trazidos da Palestina em 473. João Damasceno, pregando na festa da Assunção no Getsemani, relembra que, de acordo com a "História Eutimiana" , Juvenal, bispo de Jerusalém, enviou para Constantinopla, em 452, por ordem do imperador Marciano e de Pulquéria, sua esposa, o "Manto da Virgem", que estava guardado numa igreja no local. A relíquia passou a ser desde então venerada Igreja de Santa Maria de Blaquerna.

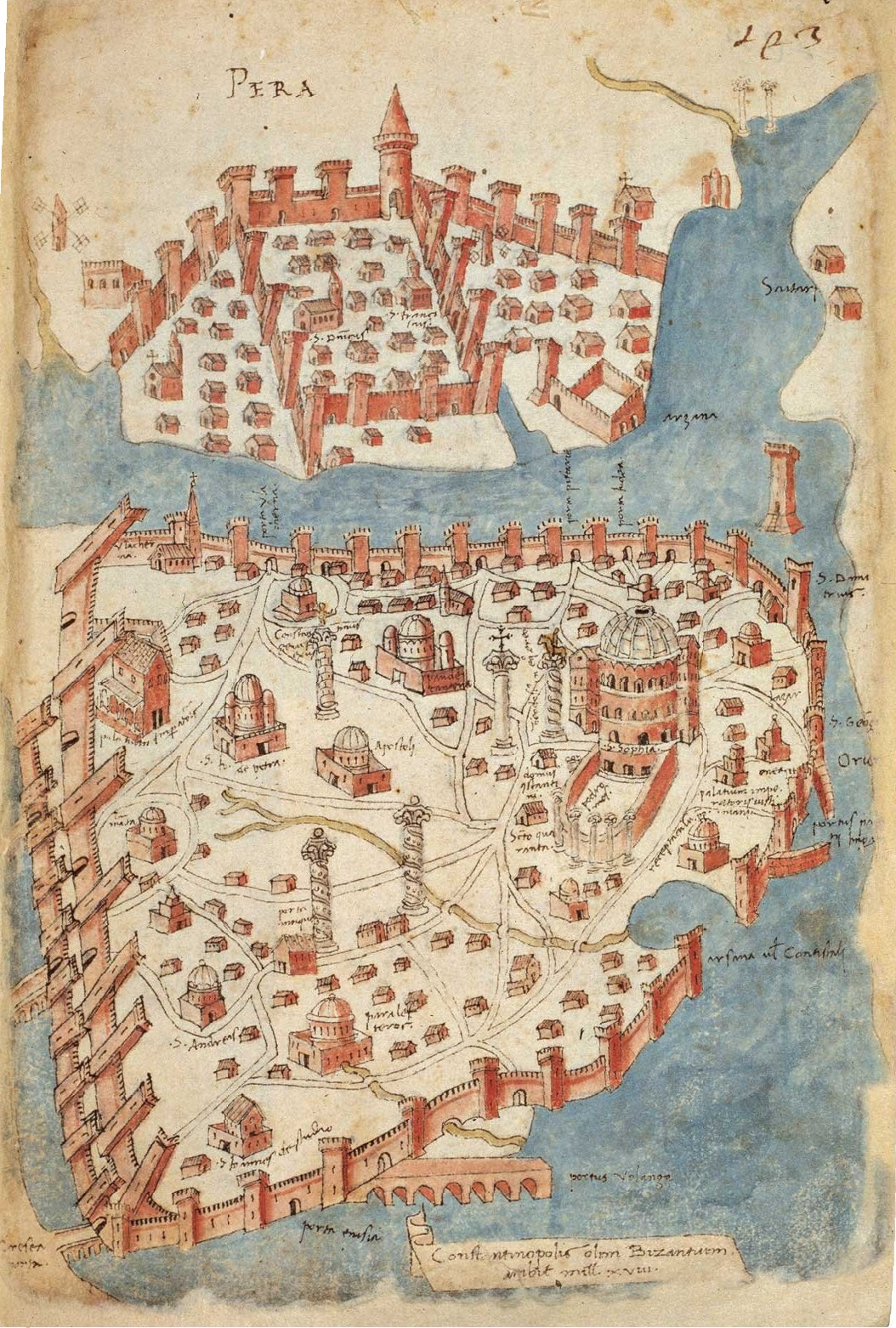
Mapa de 1420 de Constantinopla pelo florentino Cristóvão Buondelmonti. O bairro de Blaquerna é visível à esquerda do centro, abaixo do Corno de Ouro, rodeado pelas muralhas em dois lados.

A importância alcançada pelo complexo encorajou os imperadores a alojarem-se nas proximidades e construírem ali o núcleo do que viria a tornar-se o Palácio de Blaquerna séculos mais tarde. Durante o primeiro quartel do século VI, Justino I e Justiniano I restauraram e aumentaram a igreja.
Santa Maria de Blaquerna guardava um famoso ícone da Virgem, cujo nome derivou do da igreja: Blachernitissa. Era pintado em madeira e cravejado de ouro e prata. O ícone e as relíquias da Virgem conservadas no pareclésio eram considerados os talismãs bizantinos mais poderosos, muito úteis durante as guerras ou em caso de desastres naturais. A primeira prova do poder desses objetos ocorreu em 626. Durante esse ano Constantinopla foi cercada pelos exércitos combinados de ávaros e persas sassânidas enquanto o imperador Heráclio estava ausente a combater os persas na Mesopotâmia. O filho de imperador, Constantino, juntamente com o patriarca Sérgio I e o patrício Bono carregaram em procissão ao longo das muralhas o ícone da Blachernitissa. Algum tempo depois a frota dos ávaros foi destruída. O grão-cã ávaro diria depois que tinha sido aterrorizado pela visão de uma jovem mulher adornada com jóias esquadrinhando as muralhas.
Depois do cerco, os bizantinos deram-se conta que o edifício da igreja, a qual se situava fora das muralhas, tinha sido o único que não foi saqueado pelos invasores. Quando o Heráclio vitorioso voltou a Constantinopla trazendo consigo a Vera Cruz, que tinha sido confiscada pelos persas em Jerusalém, o Patriarca recebeu-o em Santa Maria. Algum tempo depois, o imperador construiu uma muralha para proteger a igreja, passando o subúrbio onde esta se encontrava a fazer parte da cidade.
As vitórias bizantinas durante o cerco árabe de 717-718 e as invasões dos Rus' de 860 foram também atribuídas à proteção da Virgem de Blaquerna. Nesta ocasião, o Túnica da Virgem (mafório), mais uma relíquia que então já se tinha juntado às já existentes na igreja, foi submergida por breves instantes no mar para invocar a proteção de Deus para a armada bizantina. Alguns dias mais tarde a frota dos Rus' foi destruída.
Em 926, durante a guerra contra Simão I da Bulgária, o poder das relíquias ajudou a convencer o tsar búlgaro a negociar com os bizantinos em vez de atacar a cidade. A 15 de agosto de 944, a igreja recebeu duas relíquias importantes: a carta escrita pelo rei Abgar V de Edessa para Jesus e o Mandílio (Imagem de Edessa). Ambas foram depois transferidas para a Igreja da Virgem do Farol, anexa ao Grande Palácio de Constantinopla.

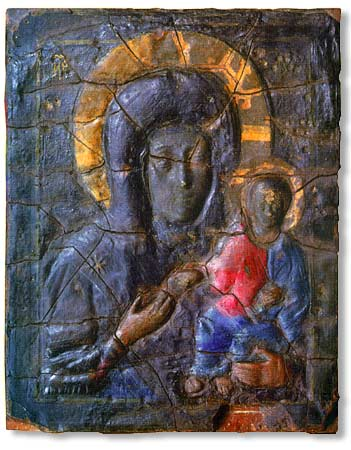
Ícone da Teótoco (Virgem Maria) conservado na Catedral da Anunciação, Kremlin de Moscovo, alegadamente a Blachernitissa que se encontrava originalmente em Santa Maria de Blaquerna.

Sendo um importante centro de veneração de imagens, a igreja teve um papel importante nas lutas religiosas dos bizantinos. Durante o período iconoclasta, a sessão final do Concílio de Hieria de 754, no qual o culto de imagens foi condenado, decorreu na igreja de Santa Maria. Como consequência das decisões desse concílio, o imperador Constantino V ordenou que os mosaicos do interior fossem destruídos e substituídos por outros com cenas naturais de árvores, aves e outros animais. Na mesma ocasião, o ícone da Blachernitissa foi também ocultado debaixo de uma camada de argamassa prateada.
Em 843, com o fim da Iconoclastia, a festa do Triunfo da Ortodoxia foi celebrado pela primeira vez na igreja de Blaquerna com uma Agrypnia ("vigília sagrada"), a qual era celebrada no primeiro domingo da Quaresma. A Blachernitissa foi redescoberta durante obras de restauro durante o reinado de Romano III Argiro e  tornou-se novamente um dos mais venerados ícones de Constantinopla. Durante essas obras, os capitéis das colunas foram cobertos com folhas de prata e ouro. A igreja foi completamente destruída por um fogo em 1070 e foi reconstruída por Romano IV Diógenes e Miguel VII Ducas respeitando a planta original.
Segundo Ana Comnena, a princesa e historiadora bizantina do século XII, o chamado "milagre habitual" (em grego: synetés thauma) ocorreu na igreja diante do ícone da Virgem Blachernitissa. Numa sexta-feira depois do por do sol, quando a igreja estava vazia, o véu que cobria o ícone moveu-se lentamente, revelando a face da Virgem, voltando a cair de nova lentamente 24 horas depois. O milagre não ocorreu regularmente e cessou completamente depois da conquista latina da cidade.
Durante parte da vigência do Império Latino (1204–1261), a igreja foi ocupado pelo clero latino e posta diretamente sob a alçada da Santa Sé. Ainda antes da queda do império latino, o imperador bizantino de Niceia João III Ducas Vatatzes (r. 1221–1254) recuperou a igreja e muitos mosteiros para o clero ortodoxo em troca de dinheiro.
A 29 de fevereiro de 1434, algumas crianças da nobreza que estavam a caçar pombos no telhado da igreja pegaram-lhe fogo acidentalmente, tendo ardido completamente todo o complexo e o quarteirão vizinho. A área foi muito negligenciada durante o período otomano. Em 1867, a guilda dos peleiros ortodoxos comprou os terrenos em volta da fonte sagrada e construiu a pequena igreja atualmente existente.

## Descrição

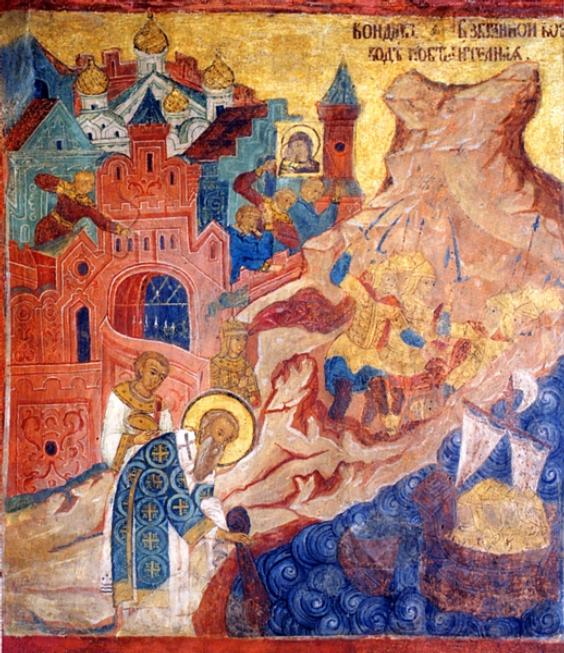
Fresco da Igreja da Deposição da Túnica, Moscovo, representando o patriarca Fócio e o imperador bizantino r. a molhar a Túnica da Virgem (mafório) no mar para invocar a proteção de Deus para a armada bizantina em 860.

### Igreja original
O complexo religioso de Blaquerna era composto por três edifícios: a Igreja de Santa Maria, a Capela do Relicário (Hagia Soros) e a Banho Sagrada (Hagion Lousma).
A igreja propriamente dita, descrita por todas as fontes como "grande" (megas naos), era do tipo basílica, com o espaço interior dividido em três corredores por duas colunatas. A sua planta retangular, com 96 por 36 metros de lado, era similar à de muitas outras igrejas do mesmo tipo em Constantinopla, como por exemplo, São João de Estúdio. Há indicações que Justiniano I construiu uma cúpula na igreja, pois Procópio de Cesareia menciona na sua obra De Edificiis que ambas as colunatas se curvavam no meio da nave descrevendo um semicírculo. Justiniano II juntou duas alas laterais, dando à planta a forma de uma cruz, um facto lembrado em dois epigramas da Antologia Palatina.
É provável que a reconstrução de 1070 tivesse respeitado a planta original. O embaixador castelhano Ruy González de Clavijo, que visitou Constantinopla em 1402, escreveu que o edifício estava divido em três naves, com a central mais alta do que as que a flanqueavam. As colunas eram de jaspe verde, com os capitéis em mármore branco esculpido e coberto a ouro. Nesse tempo a igreja já não tinha cúpula, mas um teto compartimentado multicolorido, decorado com grinaldas douradas. As paredes eram cobertas com mármore multicolorido, em vez do laminado de prata original. Perto do meio da nave havia um ambão de prata e no fundo erguia-se um iconostácio rodeado de esculturas. Na parte superior das paredes havia mosaicos representando os milagres de Cristo e diversos episódios da sua vida até à sua Ascensão. A igreja tinha também tribunas e um oratório. O santuário comunicava com o Palácio Imperial de Blaquerna situado mais acima na encosta através de um pórtico e duma escadaria.

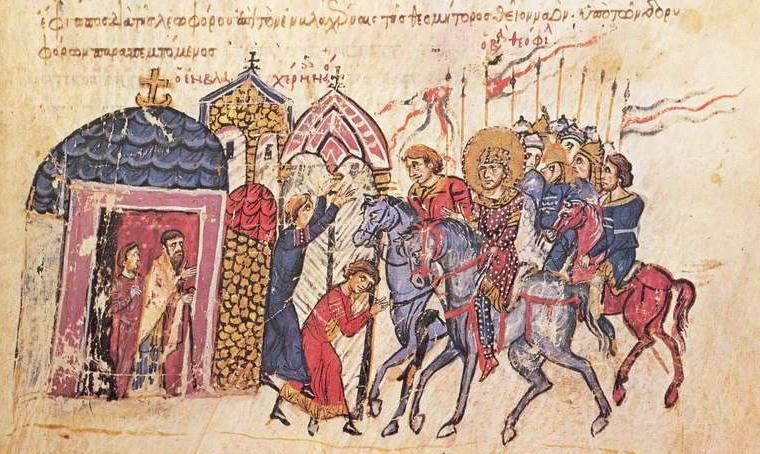
Iluminura do século XIII mostrando uma visita do imperador Teófilo (813-842) à Igreja de Blaquerna

No lado direito da igreja situava-se o pareclésio de Hagia Soros, o qual continha o vestido e a túnica da Virgem e, mais tarde, também o véu e parte do cinto. Este edifício era redondo e tinha um nártex e tribunas. Um ícone da Virgem, doado pelo imperador Leão I, o Trácio (r. 457–474) e pela sua esposa Élia Verina, também era aqui adorado. No lado direito era mantido um caixão adornado com ouro e prata, o qual continha as relíquias. Todos estes artefactos foram salvos da ocupação latina e depois da restauração do Império Bizantino foram guardados na igreja, mas foram todos destruídas durante o fogo de 1434, embora uma lenda conte que a Blachernitissa sobreviveu ao desastre e depois da Queda de Constantinopla em 1453 foi levada para um mosteiro do Monte Atos e posteriormente para Moscovo.
A balneário, onde o imperador tomava banho, situava-se do lado direito do pareclésio e comunicava com este através duma porta. Era composto de três partes: um vestiário onde ele se despia, o colimbo (kolymbos; piscina) e a sala de São Fócio. A piscina encontrava-se no centro duma grande sala coberta com uma cúpula. Era decorada com ícones e a água corria para a piscina das mãos duma estátua de mármore da Virgem. Uma imagem de São Fócio decorava o centro da cúpula. Todos os anos, a 15 de agosto (Festa da Assunção), o imperador mergulhava três vezes na piscina sagrada depois da adoração do mafório (Santa Túnica) da Virgem.

### Igreja atual

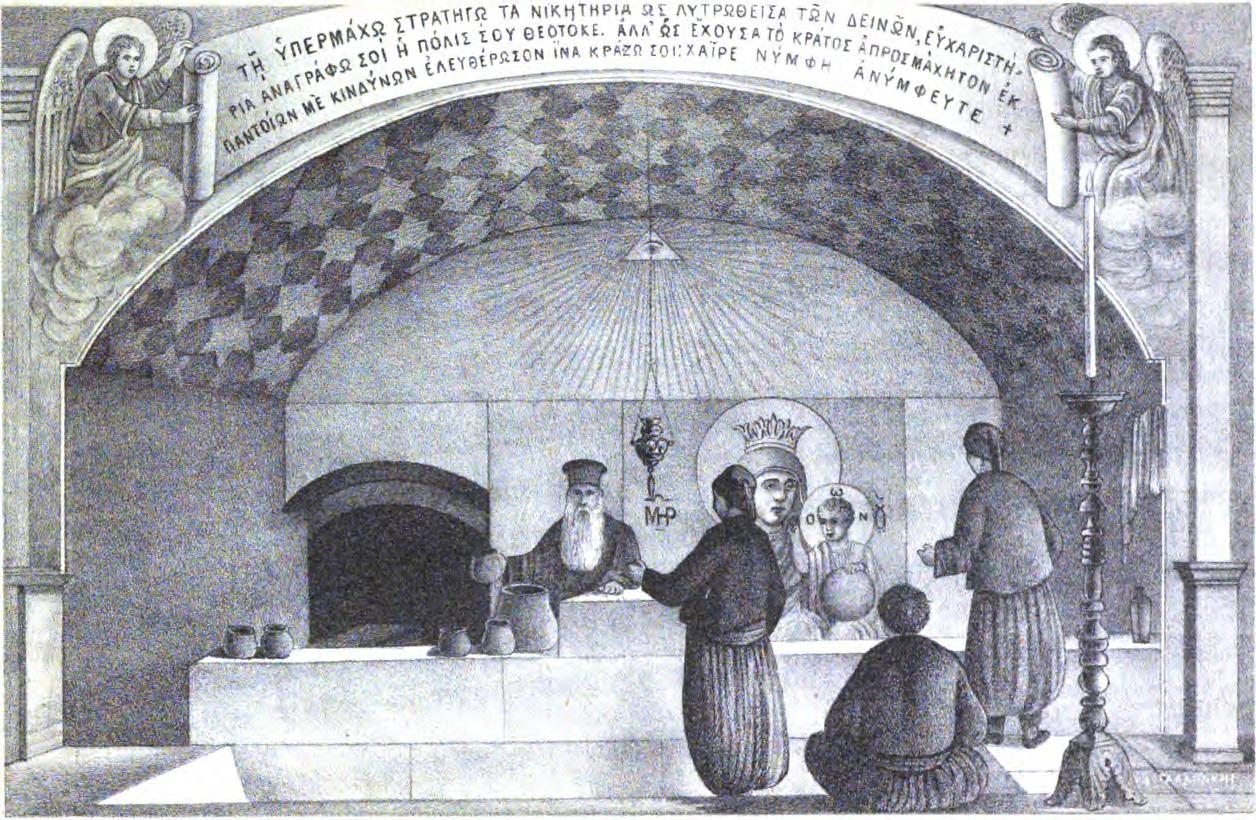
A Hagiasma (fonte de água benta) da igreja numa gravura de 1877

A pequena igreja que atualmente cobre a Hagiasma (fonte) tem planta trapezoidal com o chão inclinado e é decorada com ícones e frescos. Está orientada na direção noroeste-sudeste. A fonte sagrada, que se acredita ter poderes curativos, é um local de peregrinação popular tanto para cristão ortodoxos como para muçulmanos, os quais atiram à água moedas e ganchos de cabelo. Os peregrinos podem também lavar os olhos numa fila de torneiras, acima das quais existe uma inscrição em grego com um palíndromo onde se lê: «Nipson anomemata me monan opsin» ("lava os pecados, não apenas os olhos"). O mesmo palíndromo, atribuído a Gregório de Nazianzo, constava de uma inscrição da hagiasma da Basílica de Santa Sofia.
A água escorre para uma galeria subterrânea que, de acordo com a tradição, liga com a Hagiasma do Mosteiro de Santa Maria da Fonte (Balıklı Meryem Ana Rum Manastiri) em Balıklı, no distrito de Zeytinburnu, do outro lado da península histórica de Istambul.
A igreja está a cargo de um bispo (episkopos) e dois padres (papades). Todas as sextas-feiras de manhã é cantado na igreja o hino Acátisto, composto pelo patriarca Sérgio I durante o cerco de 626.
Dado que a igreja se situa numa área não urbanizada, é possível que em futuras escavações possam ser descobertos restos da antiga igreja bizantina.